# Каркаранья
Каркаранья́ (исп. Río Carcarañá) — река в Аргентине. Общая протяжённость реки составляет около 240 км, площадь водосборного бассейна насчитывает 48150 км².
Начинается в провинции Кордова в результате слияния рек Рио-Куарто и Рио-Терсеро. Протекает в восточном направлении по обширной равнине. Впадает в реку Парана. Бассейн реки лежит в двух природных зонах — горных лесов и пастбищ в верховьях и пампы в остальной части течения. Среднегодовая температура — 16 °C, в год выпадает около 700 мм осадков. Средний расход воды у Пуэбло-Андино — 84,7 м³/с.
У впадения в Парану располагалось первое европейское поселение на территории Аргентины — форт Санкти-Спириту.